# Charles Stuart, 1. Baron Stuart de Rothesay

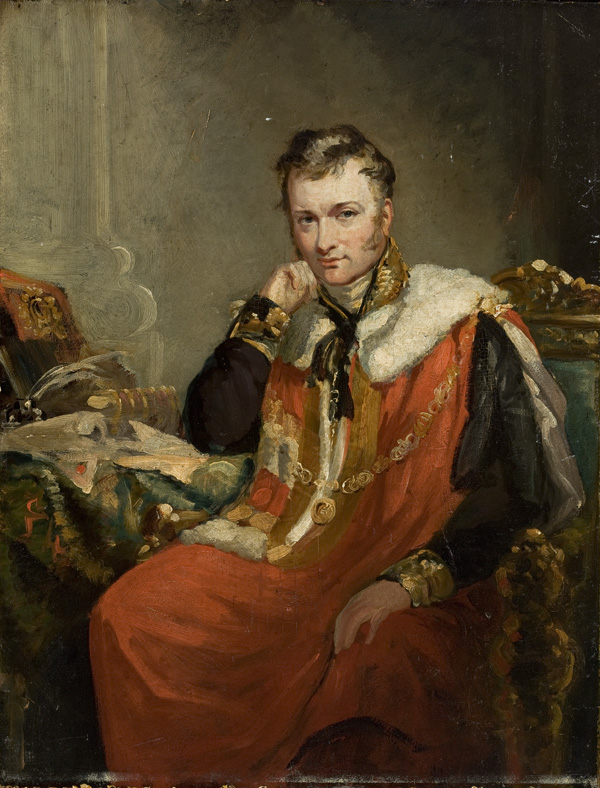
Charles Stuart. Nach einem Gemälde von George Hayter, um 1825

Wappen des Charles Stuart, 1. Baron Stuart de Rothesay

Charles Stuart, 1. Baron Stuart de Rothesay GCB, PC (* 2. Januar 1779; † 6. November 1845 in Highcliffe Castle) war ein britischer Adliger und Diplomat.

## Herkunft
Stuart entstammte einer alten Nebenlinie der Stuarts, die von dem schottischen König Robert II. abstammte. Er war der älteste Sohn des britischen Generals Charles Stuart und dessen Frau Anne Louisa Bertie, sein Vater war der Lieblingssohn des britischen Premierministers John Stuart, 3. Earl of Bute, gewesen.

## Leben
Er besuchte von 1787 bis 1795 das Eton College. Von 1797 bis 1798 studierte er am Christchurch College in Oxford und anschließend bis 1799 an der Universität von Glasgow. Bereits am 6. November 1797 war er als Anwalt im Lincoln’s Inn zugelassen, doch nach kurzer Tätigkeit als Anwalt trat er 1801 in den diplomatischen Dienst ein. Bis 1804 war er Gesandtschaftssekretär in Wien und anschließend bis 1808 Botschaftssekretär in St. Petersburg. Von 1808 bis 1810 war er Kontaktperson zu den Juntas und Geheimagent im französisch besetzten Spanien. 1810 wurde er Minister und Mitglied des Regentschaftsrats von Portugal. Als dieser machte er sich für den britischen General Arthur Wellesley unentbehrlich. 1812 wurde er Knight Commander des Order of the Bath und 1814 Mitglied des Privy Council. Ab Februar 1815 war er britischer Botschafter in den Niederlanden. Am Vorabend der Schlacht von Waterloo nahm er am Ball der Herzogin von Richmond in Brüssel teil. Nach dem Sieg der Alliierten geleitete er den französischen König Ludwig XVIII. zurück nach Frankreich. Er wurde zum Knight Grand Cross des Order of the Bath ernannt und wurde bis 1824 britischer Botschafter in Paris.
1825 handelte er als Mitglied einer englisch-portugiesischen Delegation die Anerkennung der Unabhängigkeit Brasiliens durch Portugal aus. Für seine Verdienste wurde er Offizier des portugiesischen Turm- und Schwertordens und zum portugiesischen Conde de Macchio sowie zum brasilianischen Marquez d'Angara erhoben. 1828 wurde er erneut Botschafter in Paris. Am 22. Januar 1828 war er zum Baron Stuart de Rothesay, of the Isle of Bute, erhoben worden, doch während der französischen Julirevolution war Stuart selbst in einer Verschwörung verwickelt, die anstelle des Herzogs von Orléans den Enkel von König Karl X., den Comte de Chambord, auf den Thron heben wollte. Damit hatte er schwer gegen die ihm von der britischen Regierung auferlegte Neutralität verstoßen und Großbritannien in diplomatische Schwierigkeiten gebracht. Premierminister Wellington wollte ihn zunächst abberufen, doch letztlich erhielt Stuart nur eine Rüge des britischen Außenministers Lord Aberdeen. Schließlich wurde Stuart 1831 von der neuen Whig-Regierung unter Earl Grey abberufen und erhielt in den nächsten Jahren keinen neuen Posten. Er ließ ab 1830 ein neues Herrenhaus auf dem Gelände von Highcliffe Castle in Dorset errichten, für dessen Bau Teile der abgerissenen Abtei Jumièges verwendet wurden und das er mit zahlreichen in Paris erworbenen Möbeln einrichten ließ.
Obwohl seine Gesundheit bereits angegriffen war, wurde er unter der konservativen Regierung von Robert Peel 1841 britischer Botschafter in Russland. Nachdem er im Juli 1843 einen  Schlaganfall erlitten hatte, den er zunächst zu vertuschen suchte, musste er schließlich im März 1844 seinen Posten aufgeben und kehrte nach England zurück. Er starb nach mehreren weiteren Schlaganfällen. Er wurde in der St Mark’s Church in Highcliffe, deren Bau er durch Land- und Geldspenden unterstützt hatte, begraben. Da er ohne männliche Nachkommen starb, erlosch sein Titel mit seinem Tod.

## Familie und Nachkommen
Er heiratete am 6. Februar 1816 Elizabeth Yorke (1769–1867), eine Tochter von Philip Yorke, 3. Earl of Hardwicke und Elizabeth Scot Lindsay. Mit ihr hatte er zwei Töchter:
- Charlotte (1817–1861) ⚭ Charles John Canning, 1. Earl Canning;
- Louisa ⚭ Henry Beresford, 3. Marquess of Waterford.